# Ибрахим ибн Јакуб
Ибрахим ибн Јакуб (арап. إبراهيم بن يعقوب понекад Ибрахим ибн Ја`куб ал-Тартуши или ал-Туртуши; Такође хебр. אברהם בן יעקב, Абрахам бен Јакоб; fl. 961–62) био је андалузијски, сефардски јеврејски путник, вероватно трговац, из десетог века који се можда бавио и дипломатијом и шпијунажом.

## Биографија
Његова породица је потицала из маварског града Туртушах (сада Тортоса) у непосредној близини ушћа реке Ебро: можда је живео и у Кордоби. Писмена и усмена историја и његови записи сугеришу да је био јеврејског порекла. Међутим, неки други историчари  тврде да је он био муслиман јеврејског порекла, а Бернард Луис тврди: „Постоји одређена несигурност око тога да ли је био Јеврејин или муслимански Јеврејин.“ 
У 961–62. путовао је западном и средњом Европом и Италијом, бар до Рима, где га је примио Цар светог римског царства Отон I током прве недеље фебруара.  Ништа се не зна о његовом повратку у Aл-Андалуз (део Иберијског полуострва којим су владали муслимани), нити о даљим путовањима. Мемоари и коментари са свом пута, које је вероватно прво представио калифу Кордобе Ал Хакаму II (961-76), су изгубљени; сачувани су само одломци каснијих аутора, тј. у Књизи путева и краљевстава Абу Абдулаха ал-Бакрија.
Његово је дело надалеко познато јер је дало први поуздани опис пољске државе под Мјешком I, првим историјским владаром Пољске. Такође је запажен и по опису Викинга који живе у Хедебију, утврђења Наконида у дворцу Мекленбург и онога што је, по свему судећи, језгро каснијег војводског дворца и палате у Шверину. Ибрахим ибн Јакуб има јединствено место у чешкој историји као прва особа која је писмено споменула град Праг и његову јеврејску заједницу. Споменуо је и чешког Болеслава I, војводу од Бохемије и Краков као део војводства Бохемије.